# فیل کیو
فیل کیو (انگلیسی: Phil Cave؛ زادهٔ ۱۲ مهٔ ۱۹۸۷) بازیکن فوتبال اهل بریتانیا است.
از باشگاه‌هایی که در آن بازی کرده‌است می‌توان به باشگاه فوتبال نیوکاسل یونایتد، باشگاه فوتبال بلیث اسپارتانس، باشگاه فوتبال اشینگتون، و باشگاه فوتبال گیتزهد اشاره کرد.